# Spontan bakterielle Peritonitis
Als spontan bakterielle Peritonitis (SBP) bezeichnet man eine bakterielle Entzündung innerhalb der Peritonealhöhle des Bauchraums ohne die Perforation eines im Bauch liegenden Hohlorgans als Quelle der bakteriellen Infektion. Die spontan bakterielle Peritonitis beruht im Regelfall auf einer vorbestehenden Flüssigkeitsansammlung (Aszites) innerhalb der Peritonealhöhle, welche häufig bei einer Leberzirrhose oder auch bei Nierenerkrankungen vorkommen kann. Die Diagnose der Erkrankung erfolgt über Gewinnung und Analyse des Aszites. Die Behandlung erfolgt durch Gabe von Antibiotika.

## Verbreitung
Die spontan bakterielle Peritonitis ist die häufigste bakterielle Infektion bei Patienten mit Leberzirrhose. Sie ist für rund 10–30 % der Infektionskrankheiten bei Krankenhauspatienten verantwortlich. Risikofaktoren für das Auftreten einer SBP sind eine gleichzeitige Blutung im Verdauungstrakt und ein niedriger Eiweißgehalt (weniger als 1,5 g/dl) im Aszites. Die Medikation mit Protonenpumpenhemmern kann durch die Säureblockade des Magens das Risiko für eine SBP erhöhen.

## Ursache und Krankheitsentstehung
Die SBP setzt das Vorliegen von Flüssigkeit im Peritonealraum voraus, wie sie bei einer Leberzirrhose, bei anderen Lebererkrankungen mit erhöhtem Druck im Pfortaderkreislauf oder bei Nierenerkrankungen vorkommen kann. Der Aszites selbst gilt als Ort der deutlich reduzierten Immunabwehr. Man geht davon aus, dass die Bakterien durch Translokation aus dem Darm den Aszites besiedeln. Dabei sollen Störungen der Barrierefunktion des Darmes sowie eine chronische Veränderung des Darmmikrobioms durch Immunsuppression, wie sie bei Lebererkrankungen postuliert wird, das Auftreten der bakteriellen Besiedlung begünstigen.

## Untersuchungsmethoden
Aszites kann sehr einfach und mit höchster Sensitivität durch eine Ultraschalluntersuchung des Bauchs festgestellt werden. Die Gewinnung der Flüssigkeit durch die Punktion mit einer Hohlnadel (Parazentese) ist zur Diagnose oder zum Ausschluss der SBP obligat und ist bei hohen Aszitesmengen aus therapeutischen Gründen geboten. Entscheidend für die Diagnose der SBP ist der Nachweis von mehr als 500 Zellen pro mm3 oder von mehr als 250 segmentkernigen Granulozyten pro mm3 im Aszitespunktat. Ist eine dieser Zellzahlen überschritten, ist von einer SBP auszugehen. Die Anlage einer Bakterienkultur aus dem Aszites ist geboten, führt jedoch nur in 60 % zum Nachweis des die Infektion auslösenden Bakteriums. Ambulant kommen mehrheitlich gramnegative Erreger vor, während es sich bei im Krankenhaus auftretenden Infektionen meist um grampositive Bakterien handelt. Eine SBP ist jedoch auch bei einer geringeren Zellzahl möglich, was gehäuft bei grampositiven Erregern auftritt.
Die Differenzierung gegenüber einer sekundären Peritonitis, welche auf der Basis einer Hohlorganperforation auftritt, kann auch durch weitere Untersuchungen des entnommenen Aszites erfolgen. Eine sehr hohe Zellzahl, eine hohe LDH (> 225 mU/ml), ein verringerter Glukosegehalt (< 50 mg/dl) oder ein erhöhter Proteingehalt (> 1 g/dl) können für eine sekundäre Peritonitis hinweisend sein. Aufgrund der Sensitivität von 68 % dieser Laborparameter können diese einen Ausschluss einer sekundären Peritonitis per Bildgebung jedoch nicht ersetzen.

## Pathologie
In der mikroskopischen Untersuchung zeigte sich ein granulozytäres Zellbild. Die Untersuchung des entnommenen Aszites durch einen Pathologen sollte zum Ausschluss von Neoplasien, welche auch einen zellreichen Aszites bedingen können, auf jeden Fall erfolgen.

## Behandlung
Umgehend nach der laborchemischen Sicherung der Diagnose sollte eine kalkulierte antibiotische Behandlung begonnen werden. Die Standardtherapie beim Auftreten schwerer Krankheitszeichen ist die intravenöse Gabe eines Cephalosporinantibiotikums der dritten Generation, so z. B. Ceftriaxon. Als schwere Krankheitszeichen werden eine Kreislaufinstabilität, das Vorliegen eines Magengeschwürs oder einer gastrointestinalen Blutung, die Ausbildung einer hepatischen Enzephalopathie oder ein akutes Nierenversagen angesehen. Als Reserveantibiotika gelten Carbapeneme. Aufgrund des anderen Erregerspektrums kann eine nosokomial erworbene SBP auch primär mit einem Carbapenem behandelt werden. Eine unkomplizierte SBP kann peroral mit Fluorchinolonen behandelt werden. Die maximale Therapiedauer sollte fünf Tage betragen. Der Therapieerfolg kann durch den Rücklauf der laborchemischen Entzündungsparameter überwacht werden. Eine Überwachung mit einer erneuten Untersuchung des Aszites ist auch möglich, hier wird ein Abfall um mindestens 25 % nach 48-stündiger Behandlung erwartet. Bei spezieller lokaler Resistenzlage können auch andere Antibiotika eingesetzt werden.
Die Gabe von Albumin kann insbesondere bei Punktion großer Aszitesmengen die Erholung der Nierenfunktion unterstützen.

## Vorbeugung
Nach stattgehabter SBP sollte eine Prophylaxe mittels peroral verabreichtem Fluorchinolon oder Trimethoprim/Sulfamethoxazol erfolgen. Patienten mit geringem Eiweißgehalt im Aszites (< 1,5 g/dl) können eine Prophylaxe erhalten. Bei fortgeschrittener Lebererkrankung sollte ebenso eine Prophylaxe erfolgen. Als Voraussetzung dafür gelten 9 Punkte im Child-Pugh-Score, eine Hyponatriämie oder eine beginnende Niereninsuffizienz.

## Heilungsaussicht
Das Risiko, an einer SBP zu versterben, liegt je nach Patientenkollektiv zwischen 10 und 50 %. Da die SBP oft ein Zeichen einer sich verschlechternden Lebererkrankung ist, liegt die 1-Jahres-Überlebensrate nach überlebter SBP bei 7 bis 69 %.